# Kauai
Kauai (havajski Kauaʻi ili Tauaʻi) najstariji je havajski otok. Znan je kao "vrtni otok".
Ime otoka može se prevesti kao "sezona hrane" ili "mjesto oko vrata".
Ovaj je otok poznat po dijalektu havajskog jezika koji se i danas govori na obližnjem otoku Niihauu.
Najviša točka otoka je Kawaikini (1598 m).
Otokom je vladao dug niz kraljeva, a zadnji je bio Kaumualiʻi. U 19. stoljeću stigli su misionari.
Najpoznatiji gradovi na Kauaiju su:
- Haena
- Wainiha
- Hanalei
- Princeville
- Kalihiwai
- Kilauea
- Anahola
- Kapaa
- Wailua
- Hanamaulu
- Lihue
- Poipu
- Kōloa
- Lawai
- Kalaheo
- Eleele
- Hanapēpe
- Kaumakani
- Waimea
- Kekaha